# 열화학
열화학(thermochemistry)은 화학 반응 및 용융 및 비등과 같은 상 변화와 관련된 열 에너지에 대한 연구이다. 반응은 에너지를 방출하거나 흡수할 수 있으며 상 변화도 마찬가지이다. 열화학은 열의 형태로 시스템과 주변 환경 간의 에너지 교환에 중점을 둔다. 열화학은 주어진 반응 과정 전반에 걸쳐 반응물 및 생성물 양을 예측하는 데 유용하다. 엔트로피 측정과 함께 반응이 자발적인지 비자발적인지, 유리한지 불리한지를 예측하는 데에도 사용된다.
흡열 반응은 열을 흡수하고 발열 반응은 열을 방출한다. 열화학은 화학 결합 형태의 에너지 개념과 열역학 개념을 결합한다. 주제는 일반적으로 열용량, 연소열, 형성열, 엔탈피, 엔트로피 및 자유 에너지와 같은 양의 계산을 포함한다.
열화학은 열뿐만 아니라 다양한 형태의 일과 물질 교환을 포함하여 시스템과 주변 사이의 모든 형태의 에너지 교환을 다루는 광범위한 화학 열역학 분야의 한 부분이다. 모든 형태의 에너지를 고려할 때 발열 및 흡열 반응의 개념은 발산 반응 및 흡열 반응으로 일반화된다.

## 같이 보기
- 화학반응속도론
- 열역학
- 율리우스 톰센